# Siping (köpinghuvudort i Kina, Hubei Sheng, lat 31,99, long 111,13)
Siping (kinesiska: 寺坪, 寺坪镇) är en köpinghuvudort i Kina. Den ligger i provinsen Hubei, i den centrala delen av landet, omkring 340 kilometer nordväst om provinshuvudstaden Wuhan. Antalet invånare är 24 539. Befolkningen består av 11 769 kvinnor och 12 770 män. Barn under 15 år utgör 12,0 %, vuxna 15-64 år 75 %, och äldre över 65 år 11,0 %.
Runt Siping är det ganska tätbefolkat, med 86 invånare per kvadratkilometer. Närmaste större samhälle är Qingfeng, 16,8 km väster om Siping. I omgivningarna runt Siping växer i huvudsak blandskog.
Genomsnittlig årsnederbörd är 1 119 millimeter. Den regnigaste månaden är augusti, med i genomsnitt 204 mm nederbörd, och den torraste är december, med 12 mm nederbörd.